# Sphecodes ralunensis
Sphecodes ralunensis är en biart som beskrevs av Heinrich Friese 1909. Sphecodes ralunensis ingår i släktet blodbin, och familjen vägbin. Inga underarter finns listade i Catalogue of Life.

## Bildgalleri

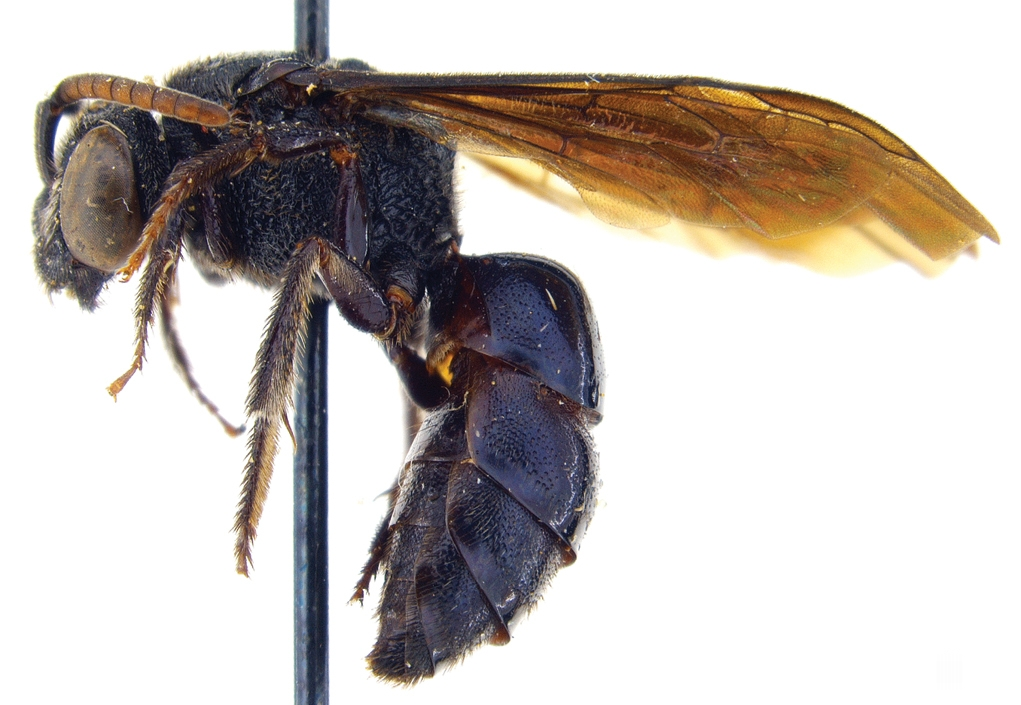